# Единаковци
Единаковци (мкд. Единаковци) су насеље у Северној Македонији, у југозападном делу државе. Единаковци припадају општини Демир Хисар.

## Географија
Насеље Единаковци је смештено у југозападном делу Северне Македоније. Од најближег већег града, Битоља, насеље је удаљено 40 km северно.
Единаковци се налазе у источном делу области Демир Хисар. Насеље је положено у горњем делу тока Црне реке, у долинском делу. Северно од села издиже се Бушева планина, а јужно планина Древеник. Надморска висина насеља је приближно 670 метара.
Клима у насељу је континентална.

## Становништво
По попису становништва из 2002. године Единаковци су имали 338 становника.
Претежно становништво у насељу су етнички Македонци (99%).
Већинска вероисповест у насељу је православље.